# Huatingicorixa
Huatingicorixa is een geslacht van wantsen uit de familie van de Corixidae (Duikerwantsen). Het geslacht werd voor het eerst wetenschappelijk beschreven door Hong in 1995.

## Soorten
Het genus is monotypisch en bevat alleen de volgende soort:

- Huatingicorixa laozhuanensis Hong, 1995